# 배틀 포프
배틀 포프(Battle Pope)는 로버트 커크먼과 토니 무어가 만든 독립적인 슈퍼히어로 코미디 만화 시리즈로, 원래 2000년에 펑크 오트론이라는 이름으로 그들의 작은 언론사에서 출판되었다. 이 시리즈는 2005년 이미지 코믹스에 의해 컬러로 재인쇄되었으며, 원작 자료를 수집한 후 새로운 이야기로 계속될 계획이다. 이 책은 독한 술을 마시고, 성 미카엘을 구하기 위해 신의 부름을 받은 교황을 여성화하고, 예수 그리스도의 도움으로 성 미카엘을 구하기 위해 행동에 나서게 된 교황이 랩쳐 이후 악마들로 가득 찬 세상에서 인류의 마지막 희망이 되는 이야기를 담고 있다.
이 만화는 2008년 스파이크 TV의 웹사이트에 등장한 8개의 애니메이션 웹 에피소드 시즌으로 각색되었다.